# بگو خب (ترانه دوجا کت)
«بگو پس» (به انگلیسی: Say So، سِی سو) ترانه ای از خواننده و رپ اهل آمریکا، دوجا کت است که به عنوان پنجمین ترانه از دومین آلبوم استودیویی وی صورتی داغ (۲۰۱۹) منتشر شد و در ۲۸ ژانویه سال ۲۰۲۰ به رادیو آمریکا فرستاده شد. این ترانه توسط دوجا کت و دکتر لوک نوشته شده‌است و توسط دکتر لوک، با نام مستعار Tyson Trax ساخته شده‌است.
پس از انتشار دو ریمیکس با همکاری نیکی میناژ، این آهنگ به صدر ۱۰۰ آهنگ داغ بیلبورد آمریکا رسید و تبدیل به اولین شماره یک برای هر دو خواننده شد. این ترانه در صدر جدول به عنوان بازگشتی برای تهیه‌کننده آن، بعد از پرونده کشا و دکترلوک توصیف شده‌است. همچنین این ترانه اولین همکاری بین دو رپر زن است که در صدر هات ۱۰۰ قرار می‌گیرد.

## ریمیکس نیکی میناژ
دوجا کت یک روز قبل از انتشار آن در تاریخ ۱ مه ۲۰۲۰ ریمیکس ترانه را با همکاری نیکی میناژ اعلام کرد.